# Fonds de recherche du Québec - Société et culture (FRQSC)
 (décembre 2017).
Le Fonds de recherche du Québec – Société et culture (FRQSC) est un organisme à but non lucratif instauré par le Gouvernement du Québec et visant à promouvoir et à développer la recherche en sciences sociales et humaines, ainsi que dans les domaines de l'éducation, de la gestion, des arts et des lettres.
Avec le Fonds de recherche du Québec – Nature et technologies (FRQNT) et le Fonds de recherche du Québec – Santé (FRQS), il constitue l'un des trois Fonds de recherche du Québec et est l'un des principaux organismes subventionneurs de la recherche universitaire au Québec. Il relève du Ministère l'Enseignement supérieur, de la Recherche et de la Science (MESRS).

## Gouvernance
Le FRQSC a été créé par la Loi sur le ministère de l’Enseignement supérieur, de la Recherche, de la Science et de la Technologie (RLRQ, chap. M -15.1.0.1) qui remplace la Loi sur le ministère du Développement économique, de l'Innovation et de l'Exportation (RLRQ, chap. M-30.01). Le FRQSC est dirigé par un conseil d’administration nommé par le gouvernement du Québec. Celui-ci est formé d'au plus 15 membres. Le conseil d'administration est aidé de quatre comités statutaires: le Comité sur l'éthique et l'intégrité scientifique, le Comité de gouvernance, le Comité des programmes et le Comité de vérification, en plus du Comité conjoint sur la conduite responsable en recherche (commun aux trois Fonds) et du Comité intersectoriel étudiant qui relève directement du scientifique en chef.

## Historique
En 2011, le FQRSC (Fonds québécois de recherche en société et culture) devient le FRQSC (Fonds de recherche du Québec – Société et culture), alors qu'il est regroupé dans une nouvelle structure, les Fonds de recherche du Québec (FRQSC, FRQNT, FRQS). Les trois fonds de recherche conservent toutefois un conseil d'administration indépendant. Depuis le 1er juillet 2011, le scientifique en chef, Rémi Quirion, assure leur bon fonctionnement en collaboration avec les directeurs scientifiques de chaque fonds.
De 2012 à 2015, le poste de directeur scientifique a été occupé par Normand Labrie.
Louise Poissant est directrice scientifique du Fonds depuis le 1er octobre 2015,.

## Conseil d'administration
Le conseil d'administration est actuellement composé de : 
- Rémi Quirion - Président, Scientifique en chef
- Julien Bilodeau - Membre, Professeur titulaire / Faculté d'administration, Université de Sherbrooke
- Michèle Boisvert - Membre, Première vice-présidente – Rayonnement des affaires / Caisse de dépôt et placement du Québec
- Corina Borri-Anadon - Membre, Professeure / Département des sciences de l'éducation, Université du Québec à Trois-Rivières
- Yvonne da Silveira - Vice-présidente, Professeure titulaire et directrice Unité de recherche, de formation et de développement en éducation en milieu inuit et amérindien / Université du Québec en Abitibi-Témiscamingue
- Bertrand Gervais - Membre, Professeur titulaire / Département d'études littéraires - UQAM
- Réal Jacob - Membre, Professeur titulaire / Département d'entrepreneuriat et innovation, HEC Montréal
- Lynn Lapostolle - Membre, Directrice générale / Association pour la recherche au collégial
- Vincent Larivière - Membre, Professeur agrégé, École de bibliothéconomie et des sciences de l'information / Faculté des arts et des sciences, Université de Montréal
- Simon Larose - Membre, Professeur titulaire / Département d'études sur l'enseignement et l'apprentissage, Université Laval
- Olivier Lemieux - Membre, Étudiant au doctorat, Faculté des sciences de l'éducation, Université Laval
- Louise Poissant - Membre, Directrice scientifique
- Jean-Paul Quéinnec - Membre, Professeur titulaire / Département des arts et lettres, Université du Québec à Chicoutimi
- Louise Sicuro - Membre, Présidente-directrice générale / Culture pour tous
- Sarah Stroud - Membre, Professeure titulaire de philosophie / Faculté des arts, Université McGill
- Pierre Prémont - Secrétaire, Conseiller à la direction / Fonds de recherche du Québec